# 23079 Munguia
23079 Munguia è un asteroide della fascia principale. Scoperto nel 1999, presenta un'orbita caratterizzata da un semiasse maggiore pari a 2,4309747 UA e da un'eccentricità di 0,1852083, inclinata di 1,83023° rispetto all'eclittica.